# Вожмозеро
Во́жмозеро (карел. Vuožmajärvi) — посёлок в составе Валдайского сельского поселения Сегежского района Республики Карелия России.

## Общие сведения
Расположен берегу реки Вожмы.

## Население
| 2002 | 2009 | 2010 | 2013 |
| ---- | ---- | ---- | ---- |
| 52   | ↘31  | ↗32  | ↘24  |

## Улицы
- ул. Лесная
- ул. Набережная
- ул. Центральная